# Dorota Sumińska

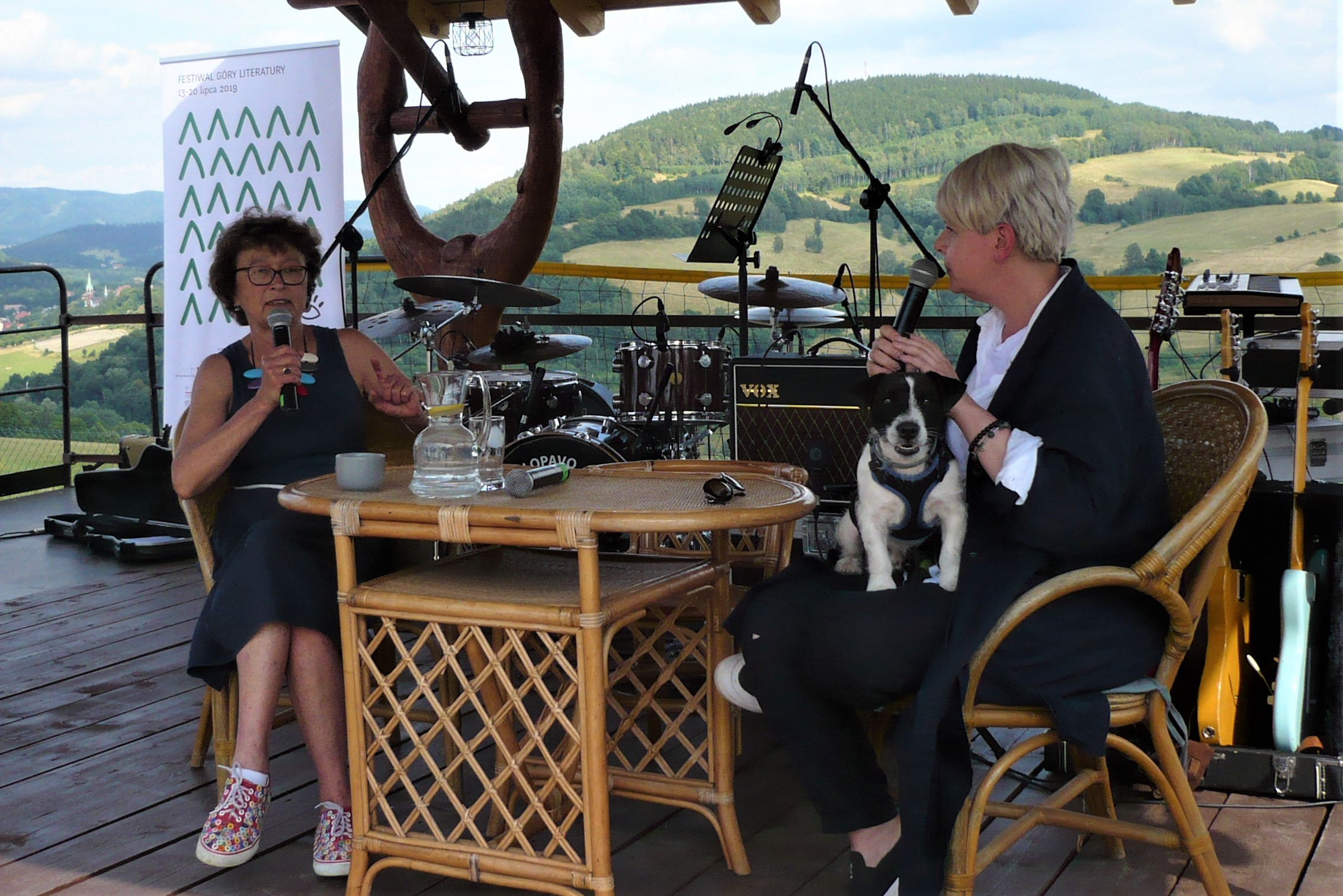
D. Sumińska, K. Korwin Piotrowska, Festiwal Góry Literatury, 2019

Dorota Sumińska (ur. 6 września 1957) – polska lekarz weterynarii, publicystka, autorka książek i propagatorka dobrego traktowania zwierząt.

## Działalność
Z zawodu jest lekarzem weterynarii i prowadzi prywatną praktykę lekarsko-weterynaryjną na warszawskich Bielanach. Autorka wielu książek – poradników, biografii, reportaży podróżniczych, literatury faktu, powieści dla dorosłych i dla dzieci. Prowadziła program telewizyjny (Zwierzowiec w TVP1) i audycję radiową (Zwierzenia na cztery łapy w I Programie Polskiego Radia). W latach 2013–2022 tworzyła audycję radiową Wierzę w zwierzę, emitowaną w soboty o 10:00 na antenie Tok FM. Od lutego 2022 prowadzi, wraz ze swoją córką Martą Stachowiak, emitowany co sobotę program Sumińska - Zwierzę Ci się, dostępny na Facebooku oraz w serwisie YouTube.
Pisze artykuły do prasy na temat praw zwierząt, wegetarianizmu i empatii wobec innych istot.

## Życie prywatne
Prawnuczka hrabiego Adama Ledóchowskiego i tatarskiej córki kowala, Ewy. Ma córkę Martę Stachowiak (ur. 1980) i wnuka Leona. Mieszka w Puszczy Kampinoskiej.
Absolwentka IX Liceum Ogólnokształcącego im. Klementyny Hoffmanowej w Warszawie.
Wychowała się w Warszawie, w mieszkaniu pełnym zwierząt; oprócz psów i kotów, był tam również m.in. gady, ptaki hodowlane i drapieżne. Sama również we własnym domu opiekuje się porzuconymi zwierzętami. Jest wegetarianką.

## Publikacje
- Szczęśliwy pies (2004, ISBN 83-89896-03-6; wydanie 2 rozsz. i uaktualn.: 2012 ISBN 978-83-7579-218-8, wydanie 3 rozsz. i uaktualn.: 2016, ISBN 978-83-7579-568-4)
- Szczęśliwy kot (wyd. 3: 2006, ISBN 83-89896-24-9, wyd. 4: 2008, ISBN 978-83-7579-018-4)
- Co warto wiedzieć o psie (2009)
- Co warto wiedzieć o kocie (2009)
- Trudne tematy (2006, wspólnie z Pawłem Siczyńskim, ISBN 83-89896-49-4)
- Do serca przytul psa (2006, wspólnie z Pawłem Siczyńskim, ISBN 83-89896-61-3)
- Autobiografia na czterech łapach, czyli Historia jednej rodziny oraz psów, kotów, krów, koni, jeży, słoni, węży... i ich krewnych (2008, ISBN 978-83-08-04269-4)
- Zwierz w łóżku (2009, ISBN 978-83-08-04399-8)
- Świat według psa (2010, ISBN 978-83-08-04540-4, 2011 ISBN 978-83-08-04598-5)
- Jak wychować dziecko, psa, kota i faceta (2011, z Dorotą Krzywicką i Ireną Stanisławską, ISBN 978-83-08-04768-2)
- Wierzę w jeże (2011, ISBN 978-83-08-04698-2)
- Zwykłe niezwykłe życie (2012, ISBN 978-83-08-04888-7)
- Dalej na czterech łapach (kontynuacja Autobiografii na czterech łapach, 2012, ISBN 978-83-08-05010-1)
- Jak jeż Jerzy został tatą (2013, ISBN 978-83-08-04869-6)
- Historie, które napisało życie (2013, ISBN 978-83-08-04869-6)
- Uśmiech gekona, czyli Azja jakiej nie znacie (2014, ISBN 978-83-08-05364-5)
- Dlaczego oczy kota świecą w nocy? (2015, ISBN 978-83-08-05421-5)
- Dlaczego hipopotam jest gruby? (2016, ISBN 978-83-08-06086-5)
- Balią przez Amazonkę (2017, ISBN 978-83-08-06316-3)
- Najsztub i Sumińska. O Polsce, strachu i kobietach (2017, rozmawia Irena A. Stanisławska, ISBN 978-83-8015-681-4)
- Dlaczego ziewamy? I inne sekrety ludzi (2017, ISBN 978-83-08-06395-8)
- Między nami samicami. O kobietach, mężczyznach i życiu (2018, wspólnie z Ireną A. Stanisławską i Aleksandrą Piotrowską, ISBN 978-83-8073-836-2)
- Rani z Sigiriji (2018, ISBN 978-83-08-06812-0)
- Nieboskie stworzenia. Jak Kościół wyklucza (2019, wspólnie z Tomaszem Jaeschke i Ireną A. Stanisławską, ISBN 978-83-66232-21-1)
- Skąd przyszedł pies? (2019, ISBN 978-83-08-06927-1)
- Dlaczego? Dlaczego? Dlaczego? (Prawie) wszystkie sekrety ludzi i zwierząt (2019, ISBN 978-83-08-06513-6)
- Dość. O zwierzętach i ludziach, bólu, nadziei i śmierci (2020, ISBN 978-83-08-07048-2)
- Wszystkie kolory tęczy (2020, zbiór opowiadań)
- Moje życie z Tomkiem (2023, ISBN 978-83-08-08169-3)